# クリストファー・アドラー
クリストファー・アドラー（Christopher Adler, 1972年 - ）は、アメリカ合衆国の作曲家、ピアニスト、即興音楽家、ケーン奏者。

## 略歴
カリフォルニア州サンディエゴ出身。マサチューセッツ工科大学で数学と作曲を学んで学士号取得後、博士号取得までデューク大学で作曲を学んだ。奨学金をもらってタイへ留学しケーンのプロ奏者になるべく研鑽を積んだ。西洋楽器とシャム伝統音楽楽器の混成アンサンブルの作品を世界で初めて作曲し、世界中の音楽学関係から注目を浴びる。
その傍らで即興音楽アンサンブルNOISEを結成し、全米中で公演を行っている。現在はカリフォルニア大学サンディエゴ校で助教授として教鞭を取る。

## 作風
シャムの伝統音楽のイディオムがそのまま使われる作品も多いが、西洋楽器は12平均律で「西洋的なイディオムのまま」使われるために、強烈な違和感を生じる作品が多い。西洋楽器のみの作品も多く書かれているが、この方面ではそれほど斬新を追求していない。それでも汎世界的な印象は変わらず、ギター独奏のための「Liber Pulvenis(2005)」では平均律のみしか用いていなくとも旋法の音選びが強烈に土俗的な印象を与える。
彼は恐らく、「世界中のどこの楽器も差別しない作曲家が生まれてほしい」と言ったルー・ハリソンが願った形でデビューした最初のアメリカの作曲家となった。一作ごとに作風は変わり続けている。

## プライベート
タイ人のラナール（タイの7平均律で調律された木琴）奏者と結婚して、サンディエゴに住んでいる。
流暢なタイ語で、マヒドン大学にてケーンの講義を何度か行っている。